# Škoda Artic
Škoda Artic (nazwa handlowa ForCity Smart, pierwotnie Transtech Artic) – niskopodłogowy tramwaj przegubowy wyprodukowany przez fińską firmę Škoda Transtech, spółkę-córkę Škody Transportation. Został skonstruowany dla Helsinek. Jest to pierwszy na świecie seryjnie wytwarzany w pełni niskopodłogowy tramwaj wąskotorowy.

## Konstrukcja
Jest to tramwaj trójczłonowy, w pełni niskopodłogowy, z czterema skrętnymi wózkami i ośmioma osiami napędowymi. Asynchroniczne silniki trakcyjne chłodzone powietrzem z przekładniami stożkowymi zasilane są przekształtnikami z tranzystorami IGBT. Karoseria jest izolowana termicznie, posiada podwójne szyby, ogrzewanie i klimatyzację. Tramwaj o długości 27,6 m przystosowany jest do rozstawu szyn 1000 mm i może pomieścić maksymalnie 199 pasażerów. Podłoga w drzwiach znajduje się na wysokości 360 mm nad główką szyny, najwyższy punkt podłogi osiąga wysokość 520 mm nad główką szyny. Kolejne tramwaje z rodziny ForCity Smart (typy Škoda 39T i Škoda 40T) oparte są na konstrukcji Artic.

## Dostawy
W 2010 roku Transtech wygrał przetarg helsińskiego przedsiębiorstwa transportowego Helsingin kaupungin liikkenlaitos na dostawę 40 tramwajów z opcją na kolejnych 90. Pierwsze dwa prototypy tramwaju Artic ukończono w 2013 roku, kiedy to trafiły także do Helsinek. Następnie odbyły się jazdy próbne bez pasażerów i z pasażerami. W 2015 roku Transtech został kupiony przez czeską firmę Škoda Transportation. Zgodnie z planem seryjna produkcja tramwajów rozpoczęła się w 2015 roku, a pierwszy seryjny tramwaj opuścił fabrykę już z tabliczką Škoda. W grudniu 2016 r. Helsinki DP częściowo skorzystały z opcji do umowy i zamówiły kolejnych 20 tramwajów. Jeszcze więcej, łącznie 29 tramwajów ma zostać dostarczonych w ramach kolejnego kontraktu z tego samego miesiąca na nową linię Helsinki – Espoo. Para prototypów została sprzedana w 2018 roku niemieckiemu przewoźnikowi Schöneicher-Rüdersdorfer Strassenbahn, obsługującemu połączenia tramwajowe w Schöneiche bei Berlin. Ten sam przewoźnik zamówił w 2019 r. jeszcze jeden tramwaj, który w 2020 r. stał się ostatnim wyprodukowanym egzemplarzem ze swojej serii.

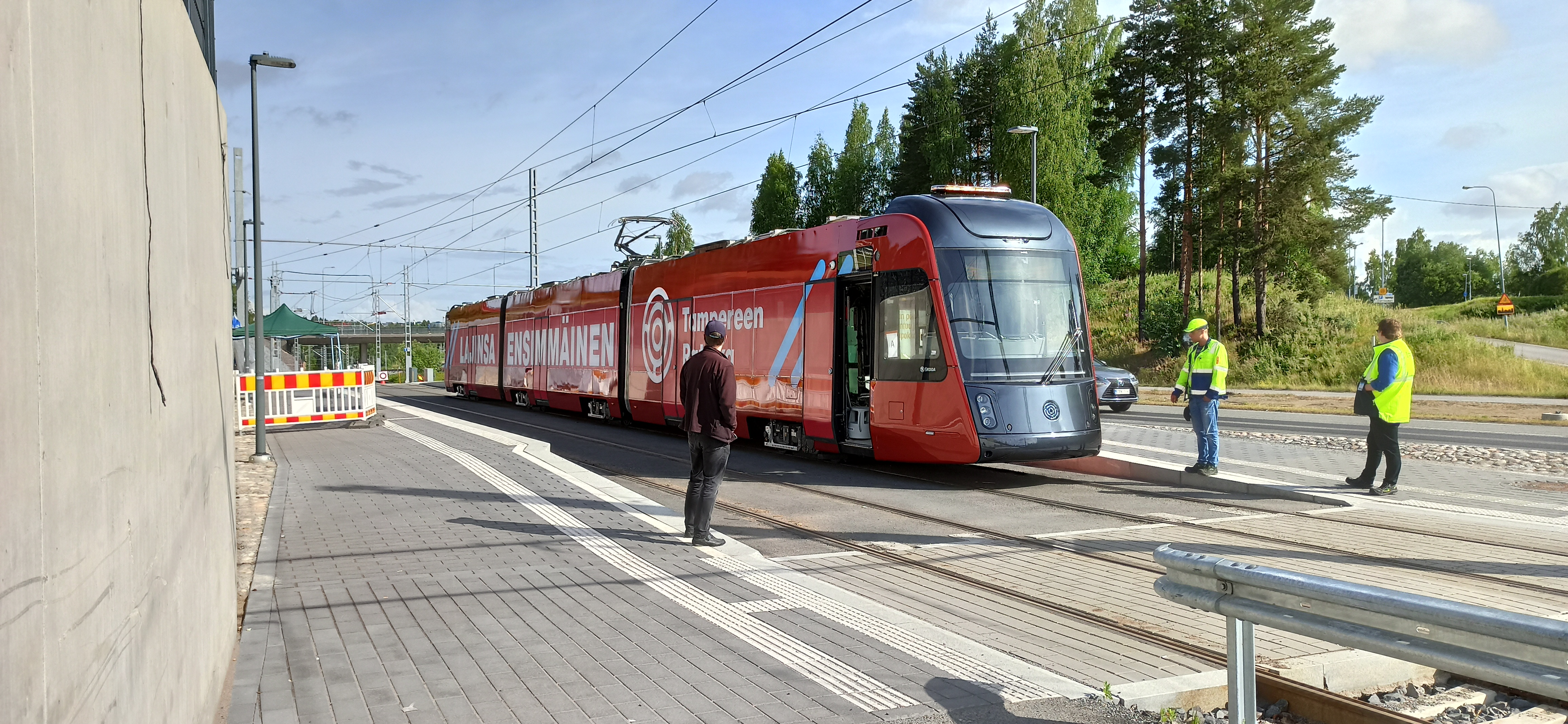
Tramwaj Artic X34 dla Tampere podczas jazdy próbnej

Typ Artic ma kursować także na nowo wybudowanej sieci tramwajowej w Tampere, gdzie ma zostać dostarczonych 15-20 wagonów, z możliwością późniejszej dostawy kolejnych 46 wagonów. Cena powinna wahać się w zależności od ilości zakupionych tramwajów w przedziale 3,2–3,8 mln euro za sztukę. Umowa z miastem miała zostać podpisana pod koniec października 2016 roku. W 2020 roku do Tampere dostarczono pierwszy tramwaj Artic X34.

### Dostawy
Od 2015 roku wyprodukowano łącznie 93 tramwaje.
| Państwo        | Miasto                | Lata dostaw    | Liczba | Numery taborowe | Uwagi             |               |
| -------------- | --------------------- | -------------- | ------ | --------------- | ----------------- | ------------- |
| Finlandia      | Helsinki              | 2013           | 1      | 401             | Pierwszy prototyp | [ 10 ] [ 11 ] |
| Finlandia      | Helsinki              | 2014           | 1      | 402             | Drugi prototyp    | [ 10 ] [ 11 ] |
| Finlandia      | Helsinki              | 2016           | 16     | 403–418         |                   | [ 10 ] [ 11 ] |
| Finlandia      | Helsinki              | 2017           | 22     | 419–440         |                   | [ 10 ] [ 11 ] |
| Finlandia      | Helsinki              | 2018           | 19     | 441–459         |                   | [ 10 ] [ 11 ] |
| Finlandia      | Helsinki              | 2019           | 13     | 460–472         |                   | [ 10 ] [ 11 ] |
| Finlandia      | Tampere               | 2020           | 5      | TRO01–TRO05     |                   | [ 12 ]        |
| Finlandia      | Tampere               | 2021           | 15     | TRO06–TRO20     |                   | [ 12 ]        |
| Niemcy         | Schöneiche bei Berlin | 2020           | 1      | 53              |                   | [ 13 ]        |
| Łączna liczba: | Łączna liczba:        | Łączna liczba: | 93     |                 |                   |               |